# 胡石林
胡石林(1965年11月-)，男，汉族，湖南岳阳华容县人，核材料与核燃料专家，主要从事同位素分离制备技术研究。中国工程院院士，担任中核集团首席专家、中国原子能科学研究院副总工程师。

## 简历
1987年毕业于湖南大学半导体专业。
2000年任中国原子能科学研究院反应堆工程研究设计所反应堆材料腐蚀与防护研究室主任；
2015年任中国原子能科学研究院特种材料专项工程部总工程师、首席专家。
2023年当选中国工程院能源与矿业工程学部院士。